# Aéroport international José Tadeo Monagas
L’aéroport international José Tadeo Monagas (espagnol : aeropuerto Internacional José Tadeo Monagas, code IATA : MUN • code OACI : SVMT), est un aéroport desservant Maturín, capitale de l'Etat de Monagas au centre du Venezuela.

## Situation
| Barcelona Barquisimeto Caracas Ciudad · Bolívar Ciudad Guayana Mérida Coro Cumaná El Vigía Maracaibo Porlamar Puerto · Ayacucho Punto Fijo San Fernando de Apure San Tomé Valencia Los Roques La Fría Maturín Canaima |

## Compagnies aériennes et destinations
| Compagnies         | Destinations                                                                           |
| ------------------ | -------------------------------------------------------------------------------------- |
| Aerolineas Estelar | Caracas-Maiquetía                                                                      |
| Conviasa           | Caracas-Maiquetía, Maracaibo-La Chinita, Porlamar-Del Caribe Santiago Mariño, Tucupita |
| LASER Airlines     | Caracas-Maiquetía                                                                      |

Edité le 6/12/2023